# Mourad Daami
Mourad Daami (Bembla, 15 de agosto de 1962) é um ex-árbitro tunisiano de futebol.

## Biografia
Nascido em Bembla, na Tunísia, Daami foi o árbitro número 1 da Tunísia por um longo período. Fala árabe e francês e adora música e natação.

## Carreira profissional
Teve uma carreira controvérsia. O ápce de seus problemas foi a suspensão por um ano pela Confederação Africana de Futebol, depois de ter tentado influenciar na decisão do árbitro sul-africano Robbie Williams na final da Liga dos Campeões da CAF de 2000, jogada em Gana, entre o Hearts of Oak e o Espérance Sportive de Tunis.

### Na Tunísia
Não há registros relevantes de jogos em que Daami tenha apitado em seu país-natal.

### Internacional
No meio internacional, Daami tem um bom currículo. Apitou nas Olimpíadas de 2000, em Sydney, na Copa do Mundo FIFA de 2002, na dupla sede Japão-Coreia do Sul, na Copa das Confederações de 2005, na Alemanha, além de apitar em duas finais da Copa das Nações Africanas (Nigéria-Camarões, em 2000; Egipto-Costa do Marfim, em 2006) e em uma final da Liga dos Campeões da CAF.